# Куће за становање и зграде са дућанима Нађибе и Халила Есада у Прешеву
Куће за становање и зграде са дућанима Нађибе и Халила Есада грађевински је комплекс који се налази у Прешеву. Налази се у Улици маршала Тита број 28 у приватној својини, а проглашен је за споменик културе Србије.

## Опште информације
Овај грађевински комплекс налази се у центру Прешева, преко пута комлекса Ибрахим пашине џамије, а чине га кућа за становање и зграда са дућанима Нађибе и Халила Есада.
Есад Хјудаверди, отац Нађибиног свекра купио је кућу за становање 1878. године након селидбе из Врања у Прешево, одмах након ослобођења Врања од Турака. Потомци Хјудавердија, почасног генерала кога је Милан Обреновић одликовао Орденом Светог Саве, данас су једина породица Турака у Прешеву.
Кућа за становање подигнута је у дубини дворишта, а са северне стране заклоњена је зградом са дућанима, са источне дрвеном наткривеном портом, док је предња јужна страна окренута према дворишту, озелењеним украсним ниским растињем. Кућа је на равном терену и нема подрум, зидана је бондручном са испуном од плетера, на подзиду од камена. Објекат је развијеније симетричне основе, а састоји се од приземља и спрата, на којима је исти распоред просторија, тако да се из средишњег ходника улази у две просторије – у приземљу у собу и кухињу, а на спрату у две собе.
Ходник на спрату завршава се истуреним, затвореним тремом (ћошком, ћушом) окренутим према југу. Обликовање објеката засновано је на традицији народног градитељска и турских узора. Очувани су традиционални елементи градитрељства из тог тоба као што су прозори са первазима и решеткама, амам, профилисана ограда са полицом (тробозаном), дрвени плакари (иклици), дашчане таванице са кукама за љзљке (саланџаке) и дашчани подови.
Четвороводни кров куће са двоводним делом над тремом првобитно је био покривен ћерамидом, да би касније био замењен фалцованим црепом. На југоисточном крају дворишта саграђена је летња кухиња односно мања приземна кућа од опеке. Зграда са дућанима подигнута је иза куће, тако да су дућани у приземљу предњом, северном страном окренути према улици.
Ова двојна, једноспратна зграда, основе у облику ћириличног слова Г, подигнута је на прелазу 19. у 20. век под утицајем грађанске архитектуре, а за потребе прве поште и банке у Прешеву. Зидана је ћерпичем и покривена ћерамидом. На главној фасади, подељеној на четири дела плитким пиластрима са назначеним капителима, у приземљу су дрвени портали дућана, а на спрату прозори у низу и мањи балкон са оградом од кованог гвожђа, из каснијег периода.